# Gai Papiri Cras (cònsol 384 aC)
Gai Papiri Cras (en llatí Caius Papirius Crassus) va ser un magistrat romà del segle iv aC. Formava part de la gens Papíria, una família romana plebea.
Titus Livi diu que fou tribú amb potestat consular l'any 384 aC.